# Дренажа плућне марамице
Дренажа плућне марамице, дренажа плеуралног кавума, интеркостална плеурна дренажа једна је од најчешћих хируршких интервенција на грудном кошу, којом се дрен уводи у марамичну шупљину ради евакуације садржаја марамичне дупље. Овом врстом дренаже, празни се марамичне дупља од патолошког садржаја и доводи у физиолошко стање, и омогућава реекспанзија плућа. Позитивни ефекти дренажа плућне марамице су спречавање компликације које би могле настати услед колапса плућа (ателектаза плућа, респираторна инсуфицијенција, синдром екстраперикардне тампонаде, инфекција плућа) и присуства садржаја у марамици (који може изазвати когулисани хемоторакс, емпијем марамице, сепсу, фиброторакс, респираторна инсуфицијенцију).
Метода је нашла широку примену у дијагностици и терапији патолошких стања плућа, плућне марамице, кардиоваскуларног система, системских и малигних болести. Код трауме грудног коша у 90% случајева, дренажа плућне марамице је најчешће и једини терапијски поступак.
Иако је на изглед једноставна метода, она је пре свега терапијска процедура и као таква треба да буде добро осмишљена и правилно изведена, поготову што у себи садржи и велики процената компликација (3,4-32%), које су у већини случајева минорне, али и са високом стопом морталитета који може бити од 11,03% до 20,35%.

## Анатомија плућне марамице
Плућна марамица је танка опна која са своја два листа (висцералним и паријеталним) једним делом обавија плућа а другим унутрашњи зид грудног коша. Свако плуће има своју опну-марамицу која је независне једна од друге.

### Унутрашњи лист
Унутрашњи (дробни) лист плућне марамице (лат. pleura visceralis), кроз који се види спољашња ружичаста површина плућа, тањи је, и са свих страна облаже плућа, изузев удубљених места на унутрашњим странама плућа, плућним хилусима, кроз који пролазе главна душница, крвни судови и нерви плућа.
Пошто покрије спољашњу површину плућа и доспе до хилуса, овај лист се савија и прелази у други, дебљи или спољашњи лист плућне марамице.

### Спољашњи лист
Спољашњи или зидни лист плућне марамице (лат. pleura parietalis) који је дебљи, почиње у пределу плућних хилуса, где се спаја са унутрашњим листом. Одатле се он пребацује и причвршћује својом спољашњом страном за унутрашњи зид грудног коша, док истовремен својом унутрашњом страном, преко унутрашњег листа обавија плућа, и са њом образује марамичну (плеуралну) дупљу.

### Марамична дупља
Два слоја-листа плућне марамице образују (лат. cavitas pleuralis), марамичну или плеуралну дупљу испуњену течношћу и без ваздуха. Притисак течности који влада у овом простору нижи је од атмосферском, што је од значаја за нормалан процес дисања.

## Индикације
Дренажа плућне марамице индикована је у свим случајевима када је потребно одстранити присутни садржај (ваздух, крв и друге течности, као што су хилозна течност или дигестивни садржај) из шупљине (кавума) плућне марамице. Примена ове методе такође је оправдана у случајевима када се жели спречити накупљање плеуралних колекција нпр. након торакотомије или у циљу спречавања настанка тензионог пнеумоторакса код болесника на механичкој вентилацији због вишеструких прелома ребара.
Индикације за дренажу плућне марамице могу бити апсолутне и релативне.

### Апсолутне индикације
- Пнеумоторакс (тензиони, отворени или једноставни).[8]
- Хемоторакс.
- Трауматски кардијални арест (билатерална дренажа)

### Релативне индикације
- Вишеструки преломи ребара код пацијента на механичкој вентилацији са позитивним притиском.
- Тешка хипоксија/хипотензија након пенетрантне повреде грудног коша.
- Тешка хипоксија / хипотензија и унилатерални знаци хемоторакса.

## Контраиндикације
Контраиндикације за дренажу плућне марамице могу бити:
- Рефракторна коагулопатија.
- Дијафрагмална хернија.
- Хепатични хидроторакс.[9]
- Ожиљне промена у марамичној дупљи (прираслица).

## Начин извођења
При извођењу ове методе, која се најчешће примењује у хитним стањима, када треба брзо реаговати, од терапеута се захтева висок ниво пажње и добро познавање технике пласирања дрена у марамичну дупљу, имајући пре свега у виду да је дренажа од виталне важности и да њен циљ мора бити избегавања било које компликације која може пратити ову процедуру.
Место увођења дрена у марамичну дупљу
У зависности од локализације процеса дрен се пласира на средишњој или предњој пазушној (аксиларној линији), иза великог пекторалног ( грудног) мишића, како би се избегла дисекција кроз овај доста дебели мишић.
Како се при издаху ваздуха пречага подиже до нивоа петог ребра (висина брадавице), дрен треба пласирати изнад наведеног нивоа, тј. кроз четврти или пети међуребарни простор који је за то најпогоднији.
Анестезија/аналгезија
Како је уметање дрена у марамичну дупљу доста болна процедура, посебно код мишићавих особа, поступак треба учинити безболним, применом комбинације интравенске аналгезије и локалне анестезије.
Интравенско давање опијата, као што је морфијум, стандардни је облик аналгезија код трауматизованог болесника. Аналгетике је најбоље давати у малим болусима и титрирати их према постигнутом ефекту. Тиме се може избећи депресија респирације због предозирања. Аналгетска доза кетамина (20 mg, за одрасле) може бити алтернатива опијатима и довољна је код инсерције дрена у марамичну дупљу.
Задовољавајућа локална анестезија може се постићи са 10-20 ml локалног анестетика., који једним делом треба дати око периоста припадајућих ребара, у одговарајућем међуребарном простору, а другим делом (последњих 5 ml или колико је преостало локалног анестетика) убризгавањем у марамичну дупљу.
Процедура
Инсерцији дрена у марамичну дупљу спроводи се у више корака;
1. Подручје коже на месту дренаже се дезинфикује и покрије стерилним компресама на стандардни начин.
2. Потом се врши инцизија коже дуж горње ивице доњег ребра међуребарног простора кроз који ће бити пласиран дрен. Канал кроз који се уводи дрен треба да буде усмерен, такође изнад горње ивице доњег ребра, како би се избегла повреда међуребарних крвних судова који су смештени уз доњу ивицу горњег ребра у припадајућем међуребарном простору. Величина инцизије треба да одговара пречнику операторовог прста.
3. Затим се употребом закривљене клеме ствара канал, само тупом дисекцијом. Клема се убада у мишићно ткиво и шири при чему се врши раздвајање а не кидање мишићне нити. Канал се потом проширује и ствара прстом оператора.
4. Након формирања канала уз ребро, клема се усмерава изнад горње ивице доњег ребра и наставља се са дисекцијом док се не уђе у простор марамичне дупље.
5. Потом се у шупљину плућне марамице оператор гура прст и обавља експлорацију дупље у циљу утврђивања евентуалног постојања прираслица на плућној марамици.
6. У зависности од позиције канала може се потом обавити палпација (опипавање) плућа, дијафрагме и срца.
7. Слободни крај уређаја за дренажу грудног коша обично је причвршћен за  заптивку, испод нивоа грудног коша. Он омогућава ваздуху или течности да изађе из плеуралног простора и спречава да се било шта врати у грудни кош.Након извршене експлорације, дрен великог пречника (32 или 36) хвата се клемом и дуж створеног канала убацује у марамичну дупљу.
8. Дрен се потом споји са системом за подводну дренажу и осигурава шавом на постављеном месту.
9. По потреби може се поставити „U“ шав који ће бити коришћен при каснијем одстрањивању дрена, и још једном се провери да дрен стоји чврсто на постављеном месту и да исправно функционише.
10. На крају се уради контролни радиограм плућа у циљу потврде одговарајуће позиције дрена и постигнутог ефекта дренаже марамичне дупље.

Подводна дренажа
Након пласирања дрена приступа се подводној дренажи која има за циљ да омогући излазак ваздуха и другог садржаја кроз дрен из шупљина плућне марамице, и да при том онемогући поновни улазак ваздуха у ову шупљину. Зато дренажна посуда мора бити увек постављена испод нивоа болесника, у супротном ће се садржај посуде, по принципу деловања сифона, вратити назад у шупљину.
Ваздушни излаз система за подводну дренажу треба бити спојен на умерну сукцију (-20 милиметара воденог стуба) како би се обезбедила реекспанзија плућа, посебно код постојање ваздушне фистуле. Перзистирајуће клокотање ваздушних мехурића кроз воду у флаши указује на постојање ваздушне фистуле.
Уклањање дрена
Дрен може бити уклоњен само онда када више не дренира било каква течност и када не постоји фистула. Дрен треба уклонити било при крајњем издисају или крајњем удисају да би се избегао улазак ваздуха у шупљину.
Подручје места дренаже, по завршетку поступка, треба очистити и дезинфиковати. Припреми се оклузивни завој и држи спреман, како би се уклањању сваког од постављених шавова поставио на излазни отвор.
Болеснику се каже да задржи дах и у крајњој фази удаха или издаха ваздуха из плућа, вади дрен и на његово место поставља оклузивни завој. Неки хирурзи дају предност примени „U“ шава или шава у облику дуван кесе како би се шавом затворило место дренаже.

## Грешке и компликације
Према подацима из литературе, укупна учесталост грешака и компликација током дренажа плућне марамице се креће се од 3,4% до чак 32%. Морталитет због неадекватно урађене дренаже или због компликација које су настале, висок је и износи од 11,03% до 20,35%.
.
Грешке
Грешке у току дренажи простора плућне марамице могу бити резултат неискуства и нестручности лекара, непознавања хируршке технике, непоштовања правилних ставова дренаже и неадекватног праћења. Могуће грешке у току дренаже наведене су у доњој табели:
| Грешке               | Узроци |
| -------------------- | --- |
| Дијагностичке        | Изазване су погрешним индикацијама за дренажу. |
| При постављању дрена | Најчешће настају као последица избора погрешног места за инцизију, неодговарајући промер дрена, неправилно усмерење дрена на жељено место, лоше фиксираног дрена за кожу, лабаве конекције дрена са системом за дренажу. |
| Лоше праћење дренаже | Најчешће настаје због дисконекција дрена, запушења, извлачења и пресавијања дрена |
| При вађењу дрена     | Најчешће су узроковане прераним или касним вађење дрена. |

Присуство ових проблема не мора обавезно довести до компликација, али представљају значајан услов за њихов развој. Такође, грешке могу да умање и успоре ефекат дренаже и продуже трајање лечења.
Компликације
Компликације након примене дренажа плућне марамице могу бити акутне и касне.

### Акутне компликације (техничке)
- Хемоторакс, обично као последица повреде међуребарних крвних судова. Могу захтевати и торакотомију.
- Лацерација плућа, као последица присуство плућних адхезија које приликом дренаже нису локално разрешене.
- Пенетрација пречаге/трбушне шупљине, која може настати ако је дрен постављен сувише ниско.
- Повреде желуца/дебелог црева, ако није препозната руптура пречаге (дијафрагме) са пролапсом органа у хемиторакс.
- Дрен постављен субкутано, није у марамичној дупљи.
- Дрен постављен предубоко, праћен је сензацијама бола.
- Дрен испада, ако није довољно фиксиран и осигуран за кожу на месту уласка.

### Касне компликације
- Афункционалан дрен, настаје као последица блокаде дрена коагулумом или налеглим плућним крилом.
- Ретенциони хемоторакс.
- Емпијем.
- Пнеумоторакс након уклањања дрена, настаје као последица лоше технике уклањања система за дренажу.